# Charniodiscus
Charniodiscus is een geslacht van fossielen uit het Ediacarium, dat tot de Rangeomorpha wordt gerekend. Het samengestelde woord Charniodiscus is afgeleid van Charn - de eerste lettergreep van Charnwood - en de Oud-Griekse δίσκος (diskos) met de betekenis 'plaat', 'schijf' of 'werpschijf'. Sedimentologische studies van de Mistaken Point-formatie in Newfoundland tonen aan dat Charniodiscus zich in het diepe watergebied onder de stormgolfbasis bevond. Charniodiscus komt voor in formaties tussen de 565 en 555 miljoen jaar oude BP.

## Beschrijving
De fossiele Charniodiscus behorend tot de Ediacara biota (575 tot 543 miljoen jaar) was waarschijnlijk een vastzittende filteraar op de oceaanbodem. Het organisme bestond uit een verankeringsschijf, een rechtopstaande stengel en een vertakt, bladvormig gedeelte dat, in deze en de bijbehorende vormen, wordt aangeduid als "varenblad" vanwege de gelijkenis met echte varenbladen. De verankersschijf was omhoog gebogen en de steel was flexibel. Het puntige "varenblad" bestond uit afzonderlijke segmenten. Er zijn twee groeivormen te onderscheiden: een korte steel met een plat varenblad en een lange steel met een kleiner varenblad, die slechts vijftig centimeter boven de ankerplaat begint.

## Biologische affiniteit
Hoewel Charniodiscus oppervlakkig lijkt op zeeveren (Pennatulacea, Cnidaria), is het zeer zeker geen kroongroepsdier, zoals de verschillende groeimodus van nieuwe varenbladelementen suggereert (Pennatulacea groeit van onderaf, terwijl Charniodiscus aan de punt van de varenblad groeide). Morfologische overeenkomsten bestaan ook met Thaumnaptilon walcotti uit de Burgess-fauna uit het Midden-Cambrium, hoewel zoïden waarschijnlijk zijn bewaard gebleven. Als alternatieve affiniteiten werden prokaryotische kolonievormers, gekweekte voorouders van de ribkwal (Ctenophora), zoals Stromatoveris van de Chengjiang fauna-gemeenschap in China, vruchtlichamen van mariene schimmels en Vendobionta sensu Seilacher in het veld geplaatst. Ondanks de onzekerheden in de fylogenetische classificatie, kan uit de structurering van de biota van Mistaken Point ervan worden uitgegaan, dat Charniodiscus een suspensiefilter was dat, met zijn varenblad boven de zeebodem uitstak en voedsel uit de omliggende waterkolommen verwijderde.

## Ontdekking en vindplaats
Charniodiscus werd ontdekt in de Charnian Supergroup in het Charnwood Forest in de buurt van Leicester. De eerste wetenschappelijke beschrijving van het fossiel werd gegeven door Trevor D. Ford in 1958. Ford noemde het holotype Charniodiscus concentricus, verwijzend naar de hechtschijf, die wordt gekenmerkt door twee concentrische cirkels. Een later ontdekt varenblad behoorde tot het nauw verwante taxon Charnia masoni, dat verschilt in het vertakkingspatroon van de bladeren.

## Verspreiding
Naast de typelocaliteit in het Charnwood Forest is Charniodiscus tot nu toe op de volgende locaties gevonden:
- Mistaken Point, schiereiland Avalon, Newfoundland. De fossielen zijn afkomstig uit de 575 tot 565 miljoen jaar BP oude Mistaken Point-formatie, die tot de Coronation Group behoort.
- Ediacara-heuvel in Zuid-Australië
- Witte Zeekust in Rusland
- Wernecke Mountains in het noordwesten van Canada (Yukon)

## Taxonomie
Het onderscheid tussen individuele taxa is gebaseerd op het aantal afzonderlijke segmenten, of er nu een distale stengel (wervelkolom) aanwezig is of niet, en de morfometrische grootte-breedte-verhouding. De volgende taxa staan in Charniodiscus:
Met meer dan twintig primaire takken
- Charniodiscus arboreus (Australië)
- Charniodiscus concentricus
- Charniodiscus longus
- Charniodiscus oppositus

Met minder dan vijftien primaire takken
- Charniodiscus procerus (Newfoundland)
- Charniodiscus spinosus (Newfoundland)